# Canadian Open 2017 - Qualificazioni singolare maschile
Le qualificazioni del singolare maschile del Canadian Open 2017 sono state un torneo di tennis preliminare per accedere alla fase finale della manifestazione. I vincitori dell'ultimo turno sono entrati di diritto nel tabellone principale. In caso di ritiro di uno o più giocatori aventi diritto a questi sono subentrati i lucky loser, ossia i giocatori che hanno perso nell'ultimo turno ma che avevano una classifica più alta rispetto agli altri partecipanti che avevano comunque perso nel turno finale.

## Teste di serie
1. Pierre-Hugues Herbert (qualificato)
2. Dudi Sela (qualificato)
3. Marcos Baghdatis (ritirato)
4. Ernesto Escobedo (ultimo turno, Lucky loser)
5. Norbert Gombos (qualificato)
6. Marius Copil (primo turno)
7. Thomas Fabbiano (qualificato)

1. Mikhail Youzhny (ultimo turno, Lucky loser)
2. Nicolas Mahut (ultimo turno)
3. Reilly Opelka (qualificato)
4. Matthew Ebden (ultimo turno)
5. Vincent Millot (qualificato)
6. Tim Smyczek (qualificato)
7. James McGee (ultimo turno)

## Qualificati
1. Pierre-Hugues Herbert
2. Dudi Sela
3. Vincent Millot
4. Reilly Opelka

1. Norbert Gombos
2. Tim Smyczek
3. Thomas Fabbiano

### Lucky loser
1. Mikhail Youzhny

1. Ernesto Escobedo

## Tabellone

### Legenda
| - Q = Qualificato - WC = Wild card - LL = Lucky loser | - ALT = Alternate - SE = Special Exempt - PR = Protected Ranking | - w/o = Walkover - r = Ritirato - d = Squalificato |

### Sezione 1
|  | Primo turno | Primo turno           | Primo turno           | Primo turno | Primo turno |  |  | Ultimo turno | Ultimo turno          | Ultimo turno | Ultimo turno | Ultimo turno |  |
|  |             |                       |                       |             |             |  |  |              |                       |              |              |              |  |
|  | 1           | Pierre-Hugues Herbert | Pierre-Hugues Herbert | 6           | 6           |  |  |              |                       |              |              |              |  |
|  |             | Luke Saville          | Luke Saville          | 3           | 3           |  |  | 1            | Pierre-Hugues Herbert | 6            | 2            | 6            |  |
|  |             | Lloyd Harris          | 64                    | 7           | 65          |  |  | 8            | Mikhail Youzhny       | 2            | 6            | 3            |  |
|  | 8           | Mikhail Youzhny       | 7                     | 64          | 7           |  |  |              |                       |              |              |              |  |

### Sezione 2
|  | Primo turno | Primo turno      | Primo turno      | Primo turno | Primo turno |  |  | Ultimo turno | Ultimo turno  | Ultimo turno  | Ultimo turno | Ultimo turno |  |
|  |             |                  |                  |             |             |  |  |              |               |               |              |              |  |
|  | 2           | Dudi Sela        | Dudi Sela        | 7           | 6           |  |  |              |               |               |              |              |  |
|  | Alt         | Samuel Monette   | Samuel Monette   | 5           | 3           |  |  | 2            | Dudi Sela     | Dudi Sela     | 6            | 7            |  |
|  | WC          | Benjamin Sigouin | Benjamin Sigouin | 3           | 1           |  |  | 11           | Matthew Ebden | Matthew Ebden | 3            | 67           |  |
|  | 11          | Matthew Ebden    | Matthew Ebden    | 6           | 6           |  |  |              |               |               |              |              |  |

### Sezione 3
|  | Primo turno | Primo turno    | Primo turno    | Primo turno | Primo turno |  |  | Ultimo turno | Ultimo turno   | Ultimo turno   | Ultimo turno | Ultimo turno |  |
|  |             |                |                |             |             |  |  |              |                |                |              |              |  |
|  | Alt         | Antoine Leduc  | Antoine Leduc  | 0           | 3           |  |  |              |                |                |              |              |  |
|  |             | Brydan Klein   | Brydan Klein   | 6           | 6           |  |  |              | Brydan Klein   | Brydan Klein   | 63           | 64           |  |
|  |             | Filip Peliwo   | Filip Peliwo   | 65          | 1           |  |  | 12           | Vincent Millot | Vincent Millot | 7            | 7            |  |
|  | 12          | Vincent Millot | Vincent Millot | 7           | 6           |  |  |              |                |                |              |              |  |

### Sezione 4
|  | Primo turno | Primo turno        | Primo turno      | Primo turno | Primo turno |  |  | Ultimo turno | Ultimo turno     | Ultimo turno     | Ultimo turno | Ultimo turno |  |
|  |             |                    |                  |             |             |  |  |              |                  |                  |              |              |  |
|  | 4           | Ernesto Escobedo   | 2                | 6           | 7           |  |  |              |                  |                  |              |              |  |
|  |             | Christian Harrison | 6                | 3           | 6(1)        |  |  | 4            | Ernesto Escobedo | Ernesto Escobedo | 2            | 3            |  |
|  | WC          | Kelsey Stevenson   | Kelsey Stevenson | 4           | 3           |  |  | 10           | Reilly Opelka    | Reilly Opelka    | 6            | 6            |  |
|  | 10          | Reilly Opelka      | Reilly Opelka    | 6           | 6           |  |  |              |                  |                  |              |              |  |

### Sezione 5
|  | Primo turno | Primo turno    | Primo turno   | Primo turno | Primo turno |  |  | Ultimo turno | Ultimo turno   | Ultimo turno   | Ultimo turno | Ultimo turno |  |
|  |             |                |               |             |             |  |  |              |                |                |              |              |  |
|  | 5           | Norbert Gombos | 6             | 6(1)        | 6           |  |  |              |                |                |              |              |  |
|  | Alt         | Raheel Manji   | 3             | 7           | 1           |  |  | 5            | Norbert Gombos | Norbert Gombos | 6            | 6            |  |
|  | WC          | Philip Bester  | Philip Bester | 62          | 3           |  |  | 14           | James McGee    | James McGee    | 4            | 4            |  |
|  | 14          | James McGee    | James McGee   | 7           | 6           |  |  |              |                |                |              |              |  |

### Sezione 6
|  | Primo turno | Primo turno    | Primo turno    | Primo turno | Primo turno |  |  | Ultimo turno | Ultimo turno   | Ultimo turno | Ultimo turno | Ultimo turno |  |
|  |             |                |                |             |             |  |  |              |                |              |              |              |  |
|  | 6           | Marius Copil   | Marius Copil   | 63          | 3           |  |  |              |                |              |              |              |  |
|  | WC          | Frank Dancevic | Frank Dancevic | 7           | 6           |  |  | WC           | Frank Dancevic | 7            | 2            | 2            |  |
|  | Alt         | Pavel Krainik  | Pavel Krainik  | 0           | 4           |  |  | 13           | Tim Smyczek    | 6(1)         | 6            | 6            |  |
|  | 13          | Tim Smyczek    | Tim Smyczek    | 6           | 6           |  |  |              |                |              |              |              |  |

### Sezione 7
|  | Primo turno | Primo turno        | Primo turno        | Primo turno | Primo turno |  |  | Ultimo turno | Ultimo turno    | Ultimo turno    | Ultimo turno | Ultimo turno |  |
|  |             |                    |                    |             |             |  |  |              |                 |                 |              |              |  |
|  | 7           | Thomas Fabbiano    | 7                  | 3           | 6           |  |  |              |                 |                 |              |              |  |
|  |             | Hubert Hurkacz     | 5                  | 6           | 4           |  |  | 7            | Thomas Fabbiano | Thomas Fabbiano | 6            | 7            |  |
|  |             | Andrew Whittington | Andrew Whittington | 5           | 63          |  |  | 9            | Nicolas Mahut   | Nicolas Mahut   | 2            | 5            |  |
|  | 9           | Nicolas Mahut      | Nicolas Mahut      | 7           | 7           |  |  |              |                 |                 |              |              |  |